# Élections législatives de 1978 en Dordogne
Les élections législatives françaises de 1978 se déroulent les 12 et 19 mars 1978. Dans le département de la Dordogne, quatre députés sont à élire dans le cadre de quatre circonscriptions.

## Élus
| Circonscription | Député sortant    | Parti | Parti | Député élu ou réélu | Parti | Parti |
| --------------- | ----------------- | ----- | ----- | ------------------- | ----- | ----- |
| 1re             | Yves Guéna        |       | RPR   | Yves Guéna          |       | RPR   |
| 2e              | Raoul Jarry       |       | PS    | Michel Manet        |       | PS    |
| 3e              | Alain Paul Bonnet |       | MRG   | Alain Paul Bonnet   |       | MRG   |
| 4e              | Lucien Dutard     |       | PCF   | Lucien Dutard       |       | PCF   |

## Résultats

### Résultats à l'échelle du département
| Parti          | Parti                              | Premier tour | Premier tour | Second tour | Second tour | Sièges |
| Parti          | Parti                              | Voix         | %            | Voix        | %           | Sièges |
| -------------- | ---------------------------------- | ------------ | ------------ | ----------- | ----------- | ------ |
|                | Parti communiste français          | 63 101       | 25,77        | 68 051      | 27,10       | 1      |
|                | Parti socialiste                   | 49 497       | 20,22        | 33 778      | 13,45       | 1      |
|                | Mouvement des radicaux de gauche   | 19 461       | 7,95         | 32 218      | 12,83       | 1      |
|                | Union de la gauche                 | 132 059      | 53,93        | 134 047     | 53,38       | 3      |
|                |                                    |              |              |             |             |        |
|                | Rassemblement pour la République   | 92 656       | 37,84        | 117 068     | 46,62       | 1      |
|                | Union pour la démocratie française | 7 441        | 3,04         |             |             | 0      |
|                | Divers droite dont DC              | 2 784        | 1,14         | 0           |             |        |
|                | Majorité présidentielle            | 102 881      | 42,02        | 117 068     | 46,62       | 1      |
|                |                                    |              |              |             |             |        |
|                | Parti socialiste unifié            | 3 690        | 1,51         |             |             | 0      |
|                | Extrême gauche (LO, LCR et UOPDP)  | 3 453        | 1,41         | 0           |             |        |
|                | Divers                             | 1 517        | 0,62         | 0           |             |        |
|                | Écologie 78                        | 585          | 0,24         | 0           |             |        |
|                | Front national                     | 666          | 0,27         | 0           |             |        |
|                |                                    |              |              |             |             |        |
| Inscrits       | Inscrits                           | 287 027      | 100,00       | 287 809     | 100,00      | 4      |
| Abstentions    | Abstentions                        | 36 733       | 12,8         | 30 390      | 10,56       |        |
| Votants        | Votants                            | 250 294      | 87,2         | 257 419     | 89,44       |        |
| Blancs et nuls | Blancs et nuls                     | 5 443        | 2,17         | 6 304       | 2,45        |        |
| Exprimés       | Exprimés                           | 244 851      | 97,83        | 251 115     | 97,55       |        |

### Résultats par circonscription

#### Première circonscription (Périgueux)
| Candidat       | Candidat                 | Parti          | Premier tour | Premier tour | Second tour | Second tour |  |
| Candidat       | Candidat                 | Parti          | Voix         | %            | Voix        | %           |  |
| -------------- | ------------------------ | -------------- | ------------ | ------------ | ----------- | ----------- |  |
|                | Yves Guéna sortant réélu | RPR            | 30 903       | 45,74        | 34 740      | 50,38       |  |
|                | Roger Gorse              | PCF            | 18 619       | 27,56        | 34 210      | 49,62       |  |
|                | Christian Défarge        | PS             | 15 068       | 22,30        | Retrait     | Retrait     |  |
|                | Josyane Lecointe         | PSU (FA)       | 1 005        | 1,49         |             |             |  |
|                | Fortunée Cattan          | LO             | 710          | 1,05         |             |             |  |
|                | Jacques Ricard           | FN             | 666          | 0,99         |             |             |  |
|                | Jean-Marie Michel        | Écologie 78    | 585          | 0,87         |             |             |  |
|                |                          |                |              |              |             |             |  |
| Inscrits       | Inscrits                 | Inscrits       | 77 987       | 100,00       | 77 951      | 100,00      |  |
| Abstentions    | Abstentions              | Abstentions    | 9 037        | 11,59        | 6 985       | 8,96        |  |
| Votants        | Votants                  | Votants        | 68 950       | 88,41        | 70 966      | 91,04       |  |
| Blancs et nuls | Blancs et nuls           | Blancs et nuls | 1 394        | 2,02         | 2 016       | 2,84        |  |
| Exprimés       | Exprimés                 | Exprimés       | 67 556       | 97,98        | 68 950      | 97,16       |  |

#### Deuxième circonscription (Bergerac)
| Candidat       | Candidat               | Parti          | Premier tour | Premier tour | Second tour | Second tour |  |
| Candidat       | Candidat               | Parti          | Voix         | %            | Voix        | %           |  |
| -------------- | ---------------------- | -------------- | ------------ | ------------ | ----------- | ----------- |  |
|                | Michel Manet élu       | PS             | 20 236       | 34,69        | 33 778      | 56,06       |  |
|                | Bernard de Montferrand | RPR            | 15 713       | 26,82        | 26 476      | 43,94       |  |
|                | Jean-Pierre Raffier    | PCF            | 10 749       | 18,34        | Retrait     | Retrait     |  |
|                | Élie Marty             | UDF (PR)       | 7 441        | 12,70        |             |             |  |
|                | Michel Lacoste         | PSU (FA)       | 1 840        | 3,14         |             |             |  |
|                | Annie Rieupet          | LO             | 1 012        | 1,72         |             |             |  |
|                | Jean-Louis Bosviel     | FP             | 872          | 1,47         |             |             |  |
|                | Denys Pouillard        | Divers droite  | 722          | 1,23         |             |             |  |
|                |                        |                |              |              |             |             |  |
| Inscrits       | Inscrits               | Inscrits       | 70 140       | 100,00       | 70 126      | 100,00      |  |
| Abstentions    | Abstentions            | Abstentions    | 10 121       | 14,43        | 8 504       | 12,13       |  |
| Votants        | Votants                | Votants        | 60 019       | 85,57        | 61 622      | 87,87       |  |
| Blancs et nuls | Blancs et nuls         | Blancs et nuls | 1 434        | 2,39         | 1 368       | 2,22        |  |
| Exprimés       | Exprimés               | Exprimés       | 58 585       | 97,61        | 60 254      | 97,78       |  |

#### Troisième circonscription (Nontron)
| Candidat       | Candidat                        | Parti          | Premier tour | Premier tour | Second tour | Second tour |  |
| Candidat       | Candidat                        | Parti          | Voix         | %            | Voix        | %           |  |
| -------------- | ------------------------------- | -------------- | ------------ | ------------ | ----------- | ----------- |  |
|                | Pierre Beylot                   | RPR            | 22 512       | 38,17        | 26 892      | 44,28       |  |
|                | Alain Paul Bonnet sortant réélu | MRG (PS)       | 19 461       | 32,99        | 33 841      | 55,72       |  |
|                | Pierre Passerieux               | PCF            | 14 595       | 24,74        | Retrait     | Retrait     |  |
|                | Éric Fave                       | Divers         | 1 517        | 2,57         |             |             |  |
|                | Annie Russier                   | LO             | 889          | 1,50         |             |             |  |
|                |                                 |                |              |              |             |             |  |
| Inscrits       | Inscrits                        | Inscrits       | 69 420       | 100,00       | 69 410      | 100,00      |  |
| Abstentions    | Abstentions                     | Abstentions    | 9 105        | 13,12        | 7 466       | 10,76       |  |
| Votants        | Votants                         | Votants        | 60 315       | 86,88        | 61 944      | 89,24       |  |
| Blancs et nuls | Blancs et nuls                  | Blancs et nuls | 1 341        | 2,22         | 1 211       | 1,95        |  |
| Exprimés       | Exprimés                        | Exprimés       | 58 974       | 97,78        | 60 733      | 98,05       |  |

#### Quatrième circonscription (Sarlat)
| Candidat       | Candidat                    | Parti          | Premier tour | Premier tour | Second tour | Second tour |  |
| Candidat       | Candidat                    | Parti          | Voix         | %            | Voix        | %           |  |
| -------------- | --------------------------- | -------------- | ------------ | ------------ | ----------- | ----------- |  |
|                | Pierre Janot                | RPR            | 23 528       | 39,39        | 28 960      | 47,34       |  |
|                | Lucien Dutard sortant réélu | PCF            | 19 138       | 32,04        | 32 218      | 52,66       |  |
|                | Pierre Merlhiot             | PS             | 14 193       | 23,76        | Retrait     | Retrait     |  |
|                | Jean Pradines               | Divers droite  | 980          | 1,64         |             |             |  |
|                | Isabelle Bourleyre          | PSU (FA)       | 845          | 1,41         |             |             |  |
|                | Jean-François Mas           | LO             | 842          | 1,40         |             |             |  |
|                | Marcel Terrusse             | Divers droite  | 210          | 0,35         |             |             |  |
|                |                             |                |              |              |             |             |  |
| Inscrits       | Inscrits                    | Inscrits       | 69 480       | 100,00       | 70 315      | 100,00      |  |
| Abstentions    | Abstentions                 | Abstentions    | 8 470        | 12,19        | 7 428       | 10,56       |  |
| Votants        | Votants                     | Votants        | 61 010       | 87,81        | 62 887      | 89,44       |  |
| Blancs et nuls | Blancs et nuls              | Blancs et nuls | 1 274        | 2,09         | 1 709       | 2,72        |  |
| Exprimés       | Exprimés                    | Exprimés       | 59 736       | 97,91        | 61 178      | 97,28       |  |